# Норт-Бей (Онтарио)
Норт-Бей (англ. North Bay) — город (с 1925 года) в провинции Онтарио (Канада), административный центр округа Ниписсинг. Население в 2021 году — 52,7 тысячи человек. Город расположен на берегу озера Ниписсинг.

## География

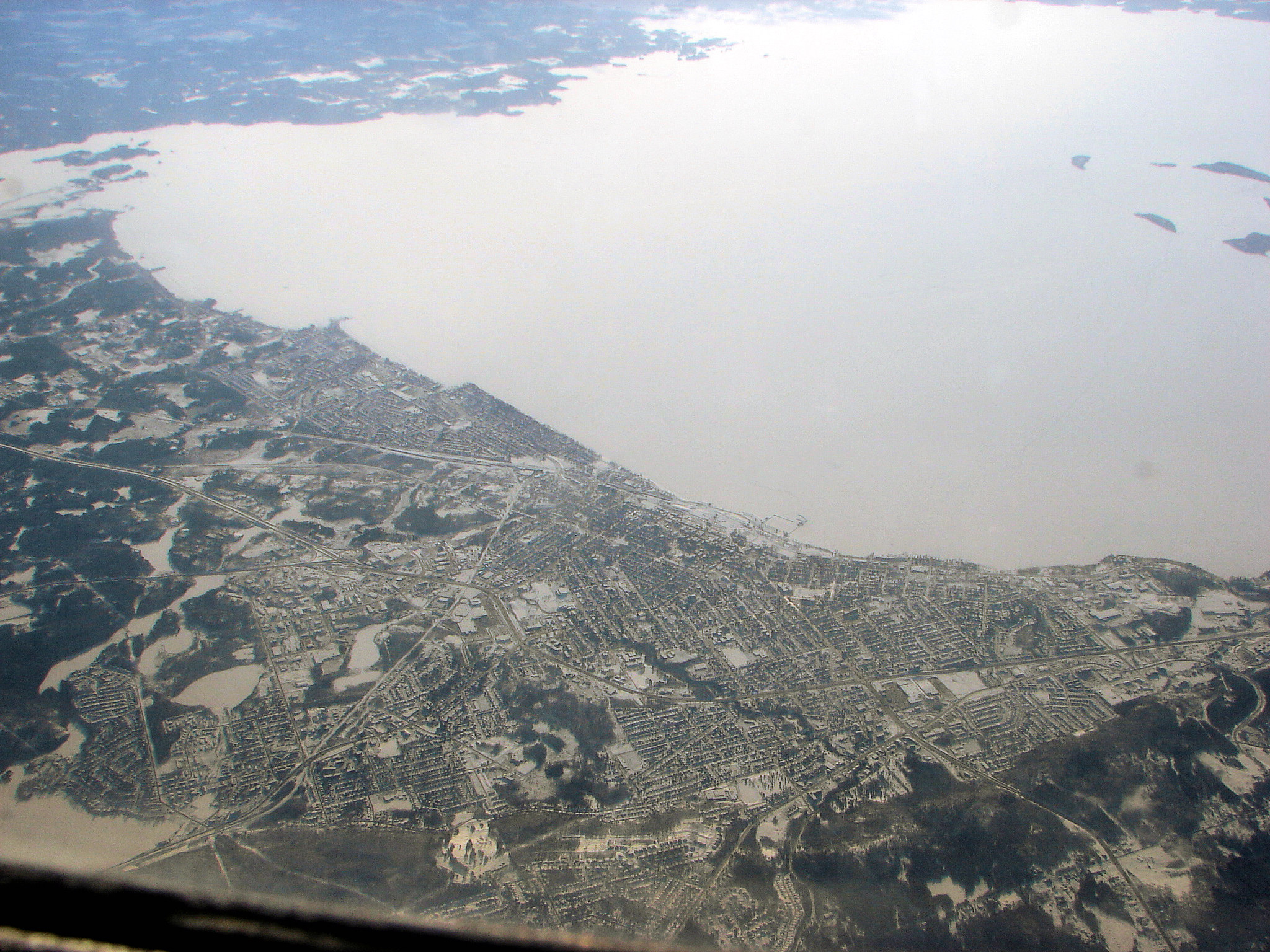
Вид с воздуха

Норт-Бей, административный центр округа Ниписсинг, расположен на северо-восточном берегу озера Ниписсинг, в 345 км к северу от Торонто и в 365 км к северо-западу от Оттавы. Площадь города 315,53 км².
Норт-Бей лежит на так называемом «ниписсингском маршруте» торговли пушниной в Северной Америке, на пересечении Трансканадского шоссе (шоссе 17) и шоссе 11. Его возникновение связано с прокладкой в этом районе Канадской тихоокеанской железной дороги, и город остаётся важным железнодорожным узлом вплоть до XXI века, будучи связан железнодорожным сообщением также с Торонто и местами добычи полезных ископаемых на севере. В Норт-Бее располагается база Вооружённых сил Канады. Воздушное сообщение с Норт-Беем осуществляется через расположенный рядом с городом аэропорт им. Джека Гарланда.

## История

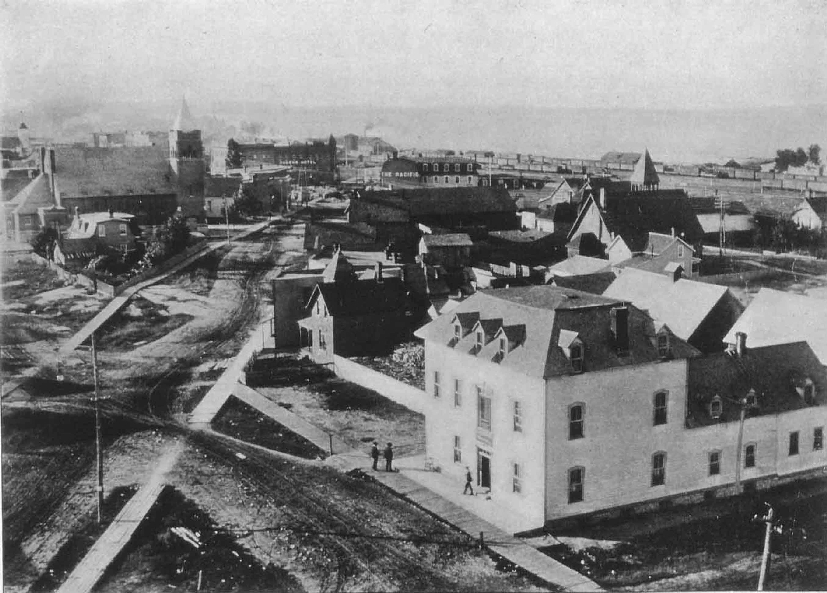
Городской центр в 1905 году

Задолго до основания Норт-Бея рядом с озером Ниписсинг проходил маршрут вояжёров, связывающий это озеро, реку Френч-Ривер и залив Джорджиан-Бей с озером Траут и реками Маттава и Оттава. Поселенческой деятельности в этом регионе дало толчок строительство Канадской тихоокеанской железной дороги, пути которой были доведены до озера Ниписсинг в 1882 году. Первым поселенцем и первым почтмействером в этой части Онтарио стал Джон Фергюсон, приобретший 288 акров земли в месте, где сегодня находится городской центр Норт-Бея. В 1886 году была проложена железнодорожная ветка в Торонто, а в 1904 году — к местам добычи природных ресурсов на севере.
Норт-Бей получил статус малого города (англ. town) в 1891 году. Он продолжал развиваться как региональный центр снабжения и железнодорожный узел, одновременно оставаясь центром торговли пушниной. В 1925 году Норт-Бей получил статус города (англ. city). В 1968 году к нему были присоединены тауншипы Уэст-Феррис и Уиддифилд.

## Население и администрация
По данным переписи населения 2021 года, в Норт-Бее проживало 52 662 человека (плотность населения 166,9 человек/км²). Норт-Бей занимал 42-е место среди населённых пунктов провинции Онтарио и 100-е в целом по Канаде. По сравнению с переписью 2016 года население Норт-Бея выросло на 2,2 % — значительно более низкий темп роста, чем в среднем по провинции Онтарио (5,8 %) и в целом по стране (5,2 %). В городской агломерации Норт-Бея в 2021 году проживали около 71,7 тысяч человек при площади 5315 км² (плотность 13,5 человек/км²).
Средний возраст жителей города в 2021 году составлял 43,6 года, медианный — 44,0, что было несколько ниже, чем в среднем по округу, столицей которого является Норт-Бей. Дети и подростки в возрасте до 14 лет включительно составляли 14,4 % населения Норт-Бея, а жители пенсионного возраста (65 лет и старше) — 21,7 %.
53 % жителей города в возрасте 15 лет и старше в 2016 году состояли в официальном или фактическом браке. Средний размер семьи составлял 2,7 человека, более 50 % пар были бездетными. На каждую семью с детьми приходилось по 1,7 ребёнка. Более трети всех детей при этом проживали в семьях с родителем-одиночкой. Средний размер домохозяйства — 2,2 человека, более трети домохозяйств — одиночки.
Более 90 % жителей Норт-Бея — уроженцы Канады (в том числе около 10 % представителей коренных народов — индейцев, метисов и инуитов), среди иммигрантов больше всего выходцев из Великобритании, США, Италии и Германии. Родным языком для 81 % населения в 2016 году был английский, для ещё 11 % — французский.
Выборы в городской совет проходят раз в четыре года. Совет состоит из мэра (в 2018 году на эту должность избран Эл Макдональд) и десяти членов совета.

## Известные уроженцы, жители
Родина Рэндольфа Джеймса Во, канадского писателя, поэта и музыканта.

## Экономика
С самого основания Норт-Бей остаётся одним из важнейших центров мехоторговли в Канаде. Важную роль в экономике города традиционно играют профессии, связанные с добычей и обработкой древесины. В дальнейшим в дополнение к традиционным промыслам большее место в экономике стали играть информационные технологии, обрабатывающая и общая промышленность. Уровень безработицы в Норт-Бее в 2021 году достигал 12 % (в том числе 11 % среди мужского населения). Наибольшее количество трудоустроенного населения занято в торговле, сфере услуг, бизнесе, администрации и финансах, а также в индивидуальных ремёслах и транспорте.

## Культура
С 1965 года в Норт-Бее работает Университет Ниписсинга. Первоначально это учебное заведение представляло собой филиал Лаврентийского университета, но в 1992 году стало независимым. Ещё одно высшее учебное заведение города — Канадор-колледж прикладных искусств и технологий.
Норт-Бей считается местом изобретения рингетта — игры на льду, родственной хоккею. Именно в этом городе в 1963 году прошёл первый матч по рингетту. С 31 декабря 2013 по 4 января 2014 года здесь же проходил чемпионат мира по рингетту.